# Копальня Діак
Копальня Діак (Diack) – каменоломня в Сенегалі, за шість десятків кілометрів на схід від Дакару.
Копальня почала роботу не пізніше першої половини 2000-х років (в 2024-му повідомлялось, що керівництво скасувало фонд солідарної допомоги, який діяв двадцять років).
Розробка ведеться відкритим способом, при цьому станом на кінець 2010-х глибина кар’єру досягнула 50 метрів. Вивіз продукції здійснюється автотранспортом.
В 2018-му потужність компанії була збільшена з 1,45 до 2,3 млн тонн на рік. У 2022-му повідомлялось, що в Діак щороку можуть добувати 3 млн тонн базальтового каміння різного призначення – від щебеню (gravel) до брил для захисту прибережних споруд (riprap). Також відомо, що копальня покриває 90% потреб Сенегалу та Гамбії в щебені. Окрім базальту, в Діак добувають 0,5 млн тонн вапняку для використання у виробництві цементу та будівництві.
Наразі копальня належить Vicat Group (третя за розміром цементна компанія Франції).